# Exechia subfrigida
Exechia subfrigida is een muggensoort uit de familie van de paddenstoelmuggen (Mycetophilidae). De wetenschappelijke naam van de soort is voor het eerst geldig gepubliceerd in 1974 door Lastovka & Matile.